# 斯韦特拉娜·布罗兹

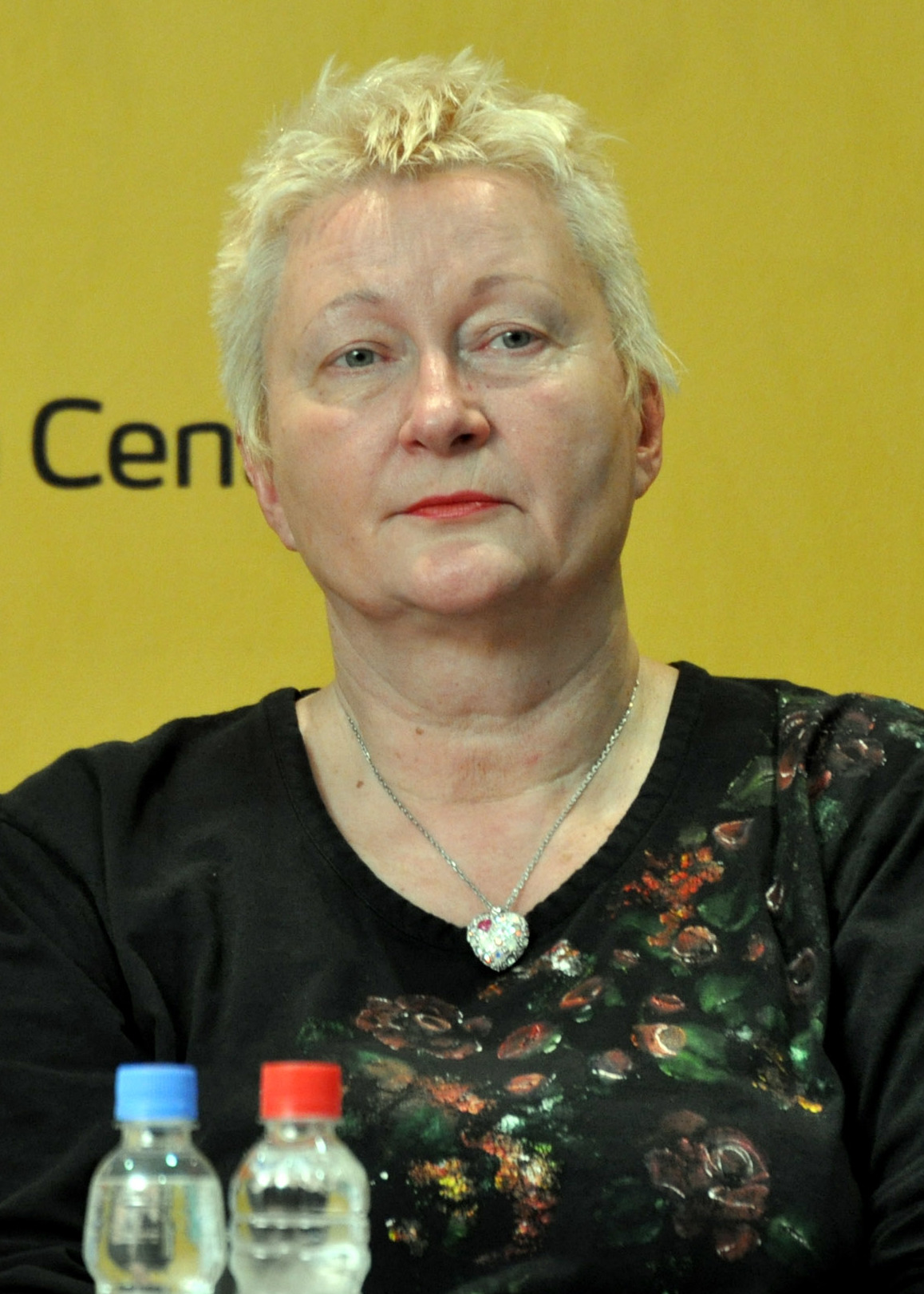
2012年的斯韦特拉娜·布罗兹

斯维特拉娜·布罗兹（1955年7月7日—2025年3月22日）是波斯尼亚和黑塞哥维那的一个作家和内科医生，专攻心脏病学。她是南斯拉夫总统约瑟普·布罗兹·铁托的孙女。

## 生平
1955年7月7日，斯维特拉娜·布罗兹出生于贝尔格莱德。她是扎尔科·布罗兹（约瑟普·布罗兹·铁托和佩拉吉娅·别洛乌索娃的儿子）与第三任妻子、图兹拉人兹拉塔·耶利内克-布罗兹的女儿。
青少年时期，她于1970年—1975年担任自由撰稿人，发表许多文章和访谈，被多家报纸和杂志刊登。
1980年，她毕业于贝尔格莱德大学医学院。1981年—1999年，在军事医学科学院担任心脏病专科医生。1992年，波黑战争爆发后，她志愿前往冲突地区提供心脏病治疗服务。在战争爆发之初，她主动申请到受害最严重的地区工作。她的许多病人不断向她讲述，自己之所以能幸存，是因为有一些人勇敢地站出来反对本族群体施加的族群暴力。1993年1月，她开始采访并收集这些人道故事，并撰写成书，讲述波黑战争中的真实经历。这本书于1999年在波斯尼亚和黑塞哥维那出版，书名为《恶劣年代的好人》；2003年，在美国出版。
2000年，她搬迁至波斯尼亚和黑塞哥维那首都萨拉热窝。她在2005年接受波黑日报《独立报》采访时解释原因说：“北约干预之后，我搬到萨拉热窝。20年前，贝尔格莱德是一个我非常热爱的欧洲大都市。不幸的是，它在某种意义上失去自己的灵魂。而萨拉热窝，即便经历了4年地狱般的围困，却依然保有它的灵魂。我热爱波黑，我觉得这是我的祖国。去年我甚至还成为这里的公民。”
2025年3月22日，她在贝尔格莱德逝世，享年69岁。
她有2个孩子。